# Strauch-Pfingstrose
Die  Strauch-Pfingstrose (Paeonia suffruticosa), auch Baum-Pfingstrose genannt, ist eine Pflanzenart in der Gattung der Pfingstrosen (Paeonia) innerhalb der Familie der Pfingstrosengewächse (Paeoniaceae). Sie ist in China beheimatet. Viele Sorten werden als Zierpflanzen verwendet.

## Beschreibung

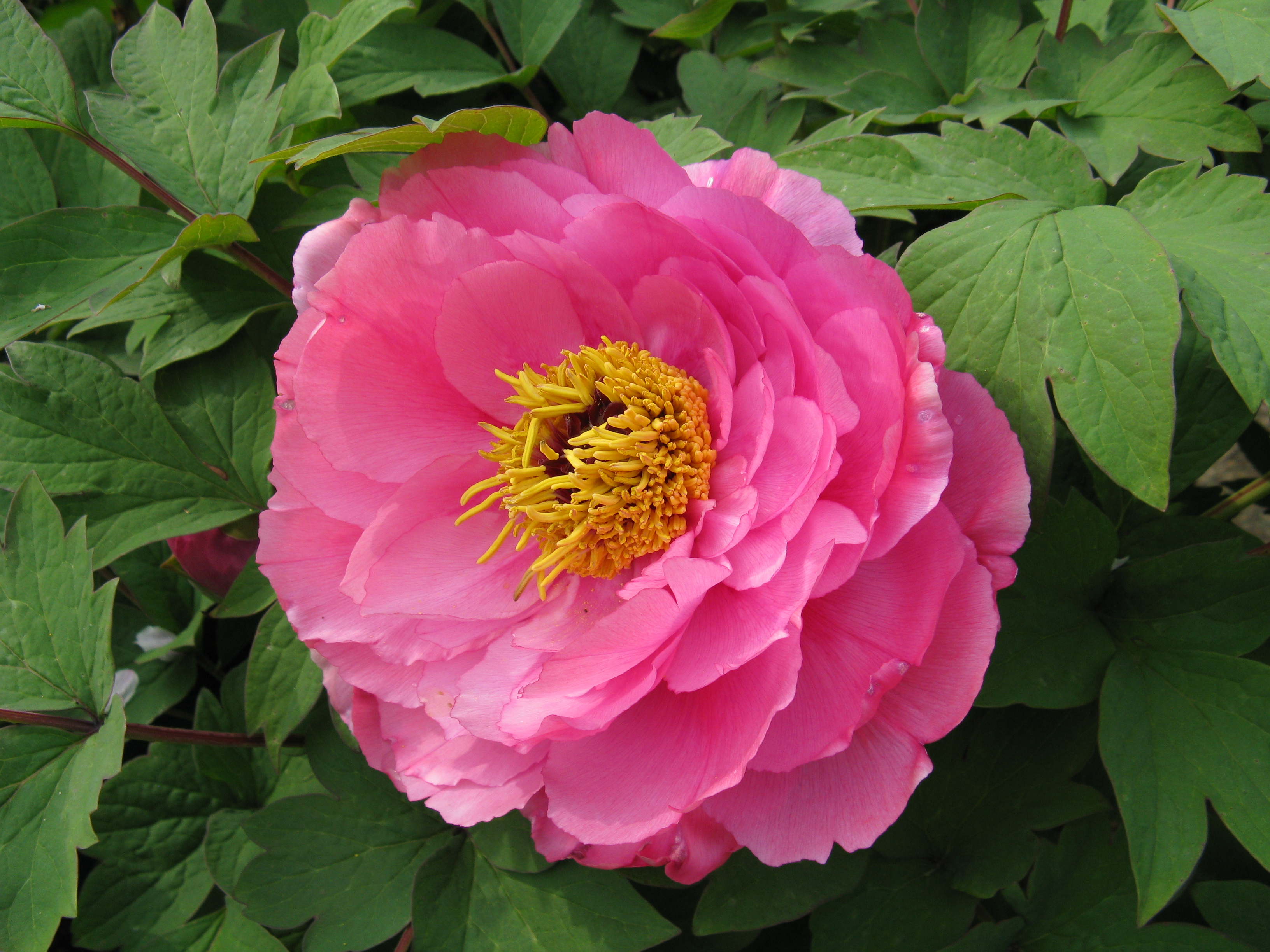
Blüte mit vielen Staubblättern und vielen Kronblättern

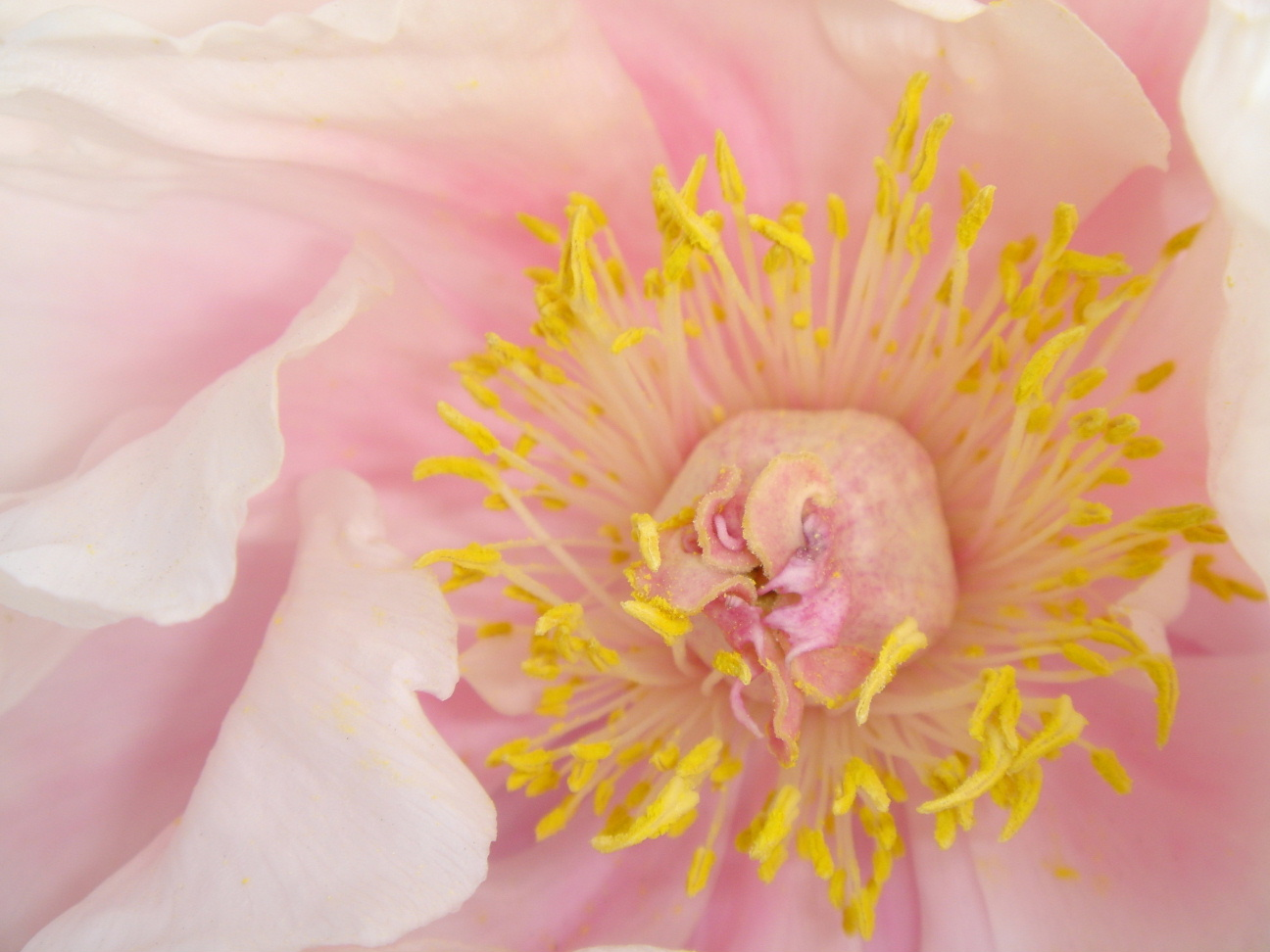
Detail einer Blüte; die Fruchtblätter sind nicht zu sehen, da sie vollkommen vom Diskus eingehüllt sind.

Die Strauch-Pfingstrose wächst als Strauch, der in der Regel Wuchshöhen von etwa 1,5 Metern, gelegentlich auch von 3,0 Metern und in Extremfällen 5,0 Meter erreicht. Mit zunehmendem Alter verholzen die Sprossachsen, dadurch sind sie im Winter gut gegen Frost geschützt. Die sehr langlebige Strauch-Pfingstrose kann ein Alter von bis zu 60 Jahre erreichen. Die Rinde ist braun-grau. Der junge Austrieb zeigt eine rötliche Färbung und geht später in verschiedene Grüntönungen über.
Die wechselständig angeordneten Laubblätter sind gestielt. Die Blattspreiten sind doppelt dreiteilig. Die Blattabschnitte sind bei einer Länge von 4,5 bis 8 Zentimeter und einer Breite von 2,5 bis 7 Zentimeter eiförmig. Blattoberseite und -unterseite sind kahl. Die Endabschnitt sind tief dreilappig und die diese Blattlappen sind wiederum zwei- oder dreilappig oder manche ungelappt. Alle Blattlappen besitzen ein spitzes oberes Ende.

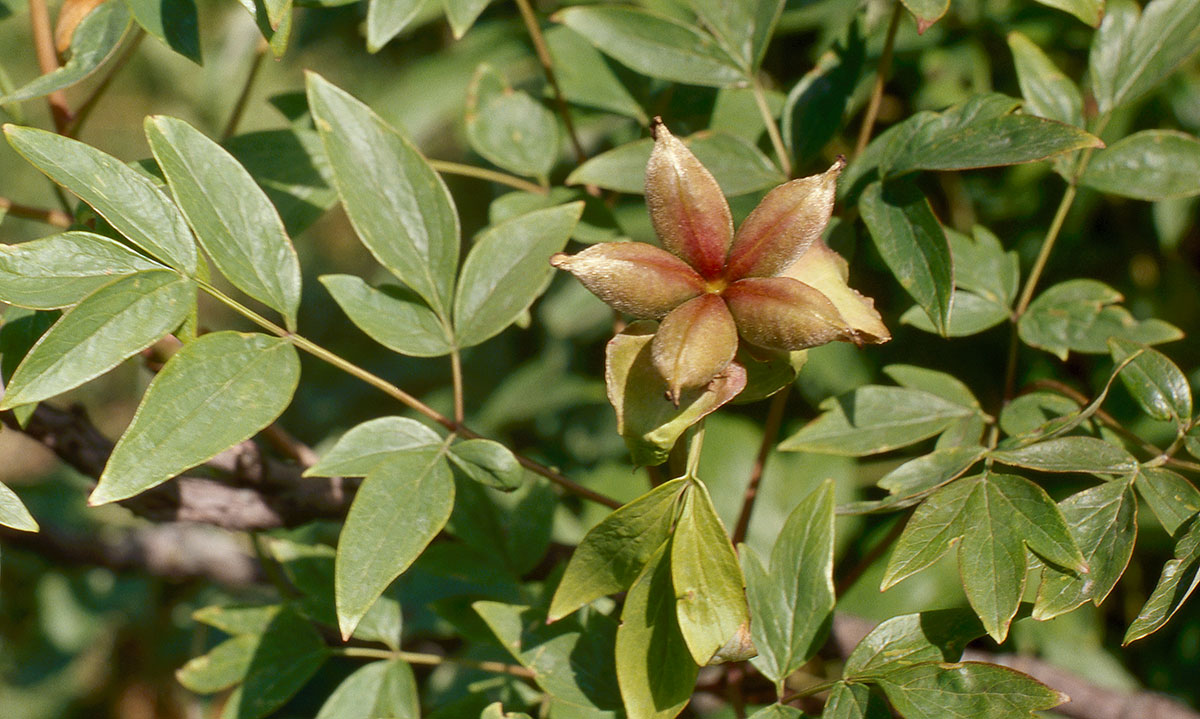
Doppelt dreiteilige Laubblätter und unreife Balgfrüchte

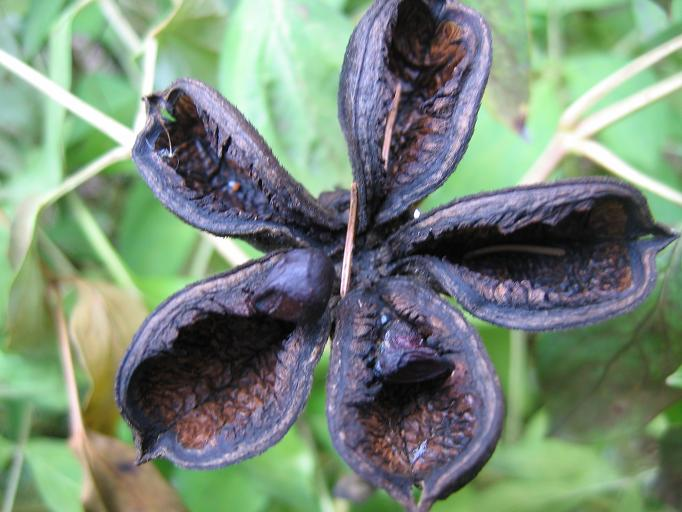
Offene Balgfrüchte

Die Blütezeit reicht je nach Standort und Wildform oder Kulturform von April bis Mai oder Juni. Die Blüten stehen einzeln endständig auf den Zweigen. Es sind fünf ungleiche, lang elliptische Hochblätter vorhanden. Die zwittrigen Blüten weisen bei Wildformen einen Durchmesser von 10 bis 17 Zentimeter und bei manchen Kulturformen von bis zu 25 Zentimeter auf. Es sind fünf grüne breit-eiförmige Kelchblätter vorhanden. Die Blüten der Wildformen sind einfach, die der Zuchtformen einfach oder gefüllt. Die Farben der Blütenkronblätter ist bei den Wildformen weiß über rosafarben und rot bis purpurrot. Bei Kulturformen sind die Farben der Blütenkronblätter je nach Sorte rosa, rot, violett oder weiß, zuweilen auch gelb. Einfache Blüten enthalten fünf bis elf Kronblätter, die bei einer Länge von 5 bis 8 Zentimeter und einer Breite von 4,2 bis 6 Zentimeter verkehrt-eiförmig sind mit unregelmäßig eingeschnittenen oberen Enden. Sie besitzen zahlreiche Staubblätter. Die etwa 1,3 Zentimeter langen Staubfäden sind rosa- bis purpurfarben mit weißer Basis. Die gelben Staubbeutel sind bei einer Länge von etwa 4 Millimeter lang-ellipsoid. Während der Anthese sind die Fruchtblätter vollkommen vom ledrigen, purpurroten Diskus eingehüllt, der am oberen Ende gezähnt oder gelappt ist. Es sind meist fünf, selten mehr, freie, dicht wollig behaarte Fruchtblätter vorhanden. Die Narben sind rot.
Es stehen meist fünf dicht braun-gelb wollig behaarte Balgfrüchte zusammen. Die Früchte reifen im August.
Die Chromosomenzahl der Wildform beträgt 2n = 10.

## Vorkommen
Die natürliche Heimat der Strauch-Pfingstrose ist China. Hauptlebensraum der Wildform ist das Hochgebirge, weshalb sie sehr widerstandsfähig ist. Veredelte Formen sind in Gärten weltweit anzutreffen. Sie bevorzugen sonnige Plätze.

## Geschichte und Taxonomie

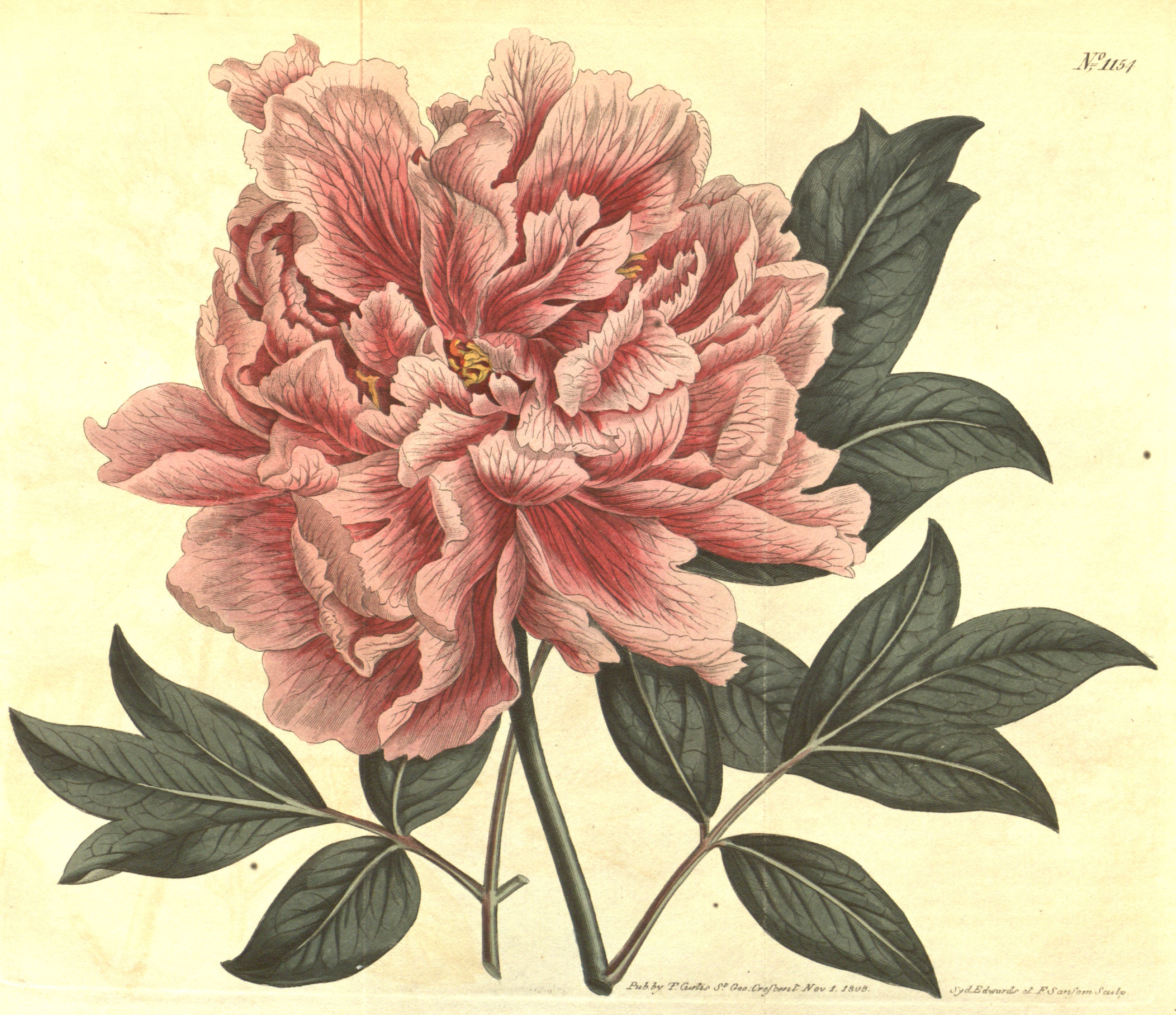
Illustration aus Curtis’s Botanical Magazine, Volume 29, Tafel 1154

Aufzeichnungen über diese Pflanzenart gibt es in China seit mehr als 2000 Jahren. Im 8. Jahrhundert wurde sie zu dekorativen Zwecken kultiviert, und es wurden Formen mit gefüllten und größeren Blüten gezüchtet. Sie ist ein bedeutendes Symbol der chinesischen Kultur und als 牡丹 "mǔdān" bekannt. 1789 wurde diese Pflanzenart an den britischen Naturforscher Sir Joseph Banks erstmals nach Europa geschickt und 1811 durch Großherzog Karl Ludwig von Baden erstmals in Deutschland eingeführt und in Karlsruhe angepflanzt.
Die wissenschaftliche Erstbeschreibung erfolgte 1804 durch Henry Charles Andrews in Botanist’s Repository, for new, and rare plants, 6, Tafel 373.
Es gibt etwa zwei Unterarten von Paeonia suffruticosa:
- Paeonia suffruticosa Andrews subsp. suffruticosa
- Paeonia suffruticosa subsp. yinpingmudan D.Y.Hong

Nicht mehr zu Paeonia suffruticosa werden gerechnet:
- Paeonia suffruticosa subsp. rockii S.G.Haw & Lauener ist heute ein Synonym von Paeonia rockii (S.G.Haw & Lauener) T.Hong & J.J.Li subsp. rockii
- Paeonia suffruticosa var. linyanshanii Halda ist heute ein Synonym von Paeonia rockii subsp. linyanshanii (Halda) Hong & G.L.Ost
- Paeonia suffruticosa var. jishanensis (T.Hong & W.Z.Zhao) Halda, Paeonia suffruticosa subsp. spontanea (Rehder) S.G.Haw & Lauener, Paeonia suffruticosa var. spontanea Rehder ist heute ein Synonym von Paeonia jishanensis T.Hong & W.Z.Zhao.

## Nutzung

### Zierpflanze
Sorten der Strauch-Pfingstrose werden in Gärten als Zierpflanze verwendet. Sie sind durch ihren hohen Wuchs und ihre großen Blüten sehr auffällig. Sie ist genügsam und gedeiht in voller Sonne, aber auch an leicht beschatteten Plätzen. Normale Winter überstehen sie problemlos. Bei starkem Frost während des ersten Austriebs kann es jedoch zu Frostschäden kommen.
Bei den in Ziergärten angepflanzten Strauch-Pfingstrosen handelt es sich oftmals um Paeonia suffruticosa-Hybriden.

## Giftigkeit, Heilwirkung
Pflanzenteile enthalten für den Menschen leicht giftige Esterverbindungen.
Andererseits wird sie in China wegen der krampflösenden Wirkung von Inhaltsstoffen der Wurzelrinde als Heilpflanze kultiviert.